# Лауреаты Государственной премии Российской Федерации за 2019 год
Лауреаты Государственной премии Российской Федерации за 2019 год были названы указами президента Российской Федерации и объявлены 18 июня 2020 года. Церемония вручения знаков прошла 24 июня 2020 года в Екатерининском зале Сенатского дворца в Московском Кремле.

## В области правозащитной и благотворительной деятельности
- Большакова Мария Артёмовна, председатель совета Общероссийской общественной благотворительной организации «Союз семей военнослужащих России»;
- Хабенский Константин Юрьевич, учредитель Благотворительного фонда Константина Хабенского.

## В области науки и технологий
За вклад в изучение культурного наследия народов Арктики —
- Головнёв Андрей Владимирович, член-корреспондент Российской академии наук, директор федерального государственного бюджетного учреждения науки «Музей антропологии и этнографии им. Петра Великого» (Кунсткамера) Российской академии наук.

За разработку и внедрение в клиническую практику комплекса лекарственных препаратов на основе моноклональных антител для лечения онкологических и аутоиммунных заболеваний —
- Морозов Дмитрий Валентинович, генеральный директор закрытого акционерного общества «БИОКАД»;
- Улитин Андрей Борисович, исполняющий обязанности научного сотрудника Института биологического приборостроения с опытным производством Российской академии наук — обособленного подразделения федерального государственного бюджетного учреждения науки «Федеральный исследовательский центр «Пущинский научный центр биологических исследований Российской академии наук»;
- Черновская Татьяна Вениаминовна, кандидат биологических наук, директор департамента биохимии закрытого акционерного общества «БИОКАД».

За создание основ мировой индустрии одностенных углеродных нанотрубок и научное обоснование новых методов диагностики неравновесных систем и управления ими —
- Предтеченский Михаил Рудольфович, академик Российской академии наук, заведующий научно-исследовательской лабораторией физико-химических процессов в энергетике федерального государственного бюджетного учреждения науки «Институт теплофизики им. С. С. Кутателадзе Сибирского отделения Российской академии наук»;
- Маркович Дмитрий Маркович, академик Российской академии наук, директор того же учреждения;
- Меледин Владимир Генриевич, доктор технических наук, главный научный сотрудник того же учреждения.

## В области литературы и искусства
За создание музея-усадьбы С. В. Рахманинова «Ивановка» и просветительскую деятельность —
- Ермаков Александр Иванович, директор Тамбовского областного государственного бюджетного учреждения культуры «Музей-усадьба С. В. Рахманинова „Ивановка“».

За вклад в сохранение и развитие традиций русской литературы —
- Курбатов Валентин Яковлевич, писатель, литературовед.

За вклад в сохранение, изучение и развитие традиционной вербальной культуры русских старожилов Байкальской Сибири —
- Медведева Галина Витальевна, директор государственного бюджетного учреждения культуры Иркутской области «Региональный центр русского языка, фольклора и этнографии».

## В области гуманитарной деятельности
- Вечорко Валерий Иванович, главный врач государственного бюджетного учреждения здравоохранения города Москвы «Городская клиническая больница № 15 имени О. М. Филатова Департамента здравоохранения города Москвы»;
- Тухманов Давид Фёдорович, композитор.